# Anochetus fuliginosus
Anochetus fuliginosus é uma espécie de formiga do gênero Anochetus, pertencente à subfamília Ponerinae.